# Catocala suffusa
Catocala suffusa är en fjärilsart som beskrevs av William Beutenmüller 1903. Catocala suffusa ingår i släktet Catocala och familjen nattflyn. Inga underarter finns listade i Catalogue of Life.